# The Hip-Hop Dance Experience
The Hip-Hop Dance Experience est un jeu vidéo de rythme développé par iNiS et édité par Ubisoft. Il est sorti le 15 novembre 2012 sur Wii, Xbox 360 avec un contrôle par Kinect.
Ce jeu est en grande partie basé sur le moteur de jeu Just Dance.

## Système de Jeu
Le gameplay du jeu est similaire à ceux présents dans les jeux de la franchise Just Dance, c'est-à-dire que le joueur doit imiter la chorégraphie proposée par un coach grâce à la reconnaissance de mouvements.
Le joueur peut également choisir le niveau de difficulté de son choix et il existe différents éléments déblocables pour son avatar.
Il y a différents modes de jeu
- Le Mode Dance Party où le joueur choisit une musique afin de danser et d'essayer de faire le meilleur score.
- Le Mode Infini dans lequel l'endurance est testée à travers différentes chansons consécutives.
- Le Mode Battle qui propose au joueur d'affronter ses amis sur des chorégraphies.
- Le Mode Ralenti qui correspond au tutoriel.

## Playlist
Le jeu contient une quarantaine de chansons.
| Chansons                           | Artistes                                     | Difficulté | Année |
| ---------------------------------- | -------------------------------------------- | ---------- | ----- |
| 1 Thing                            | Amerie                                       | 1          | 2005  |
| 1, 2 Step                          | Ciara feat. Missy Elliott                    | 4          | 2004  |
| Airplanes (3)                      | B.o.B feat. Hayley Williams                  | 3          | 2010  |
| Bad Girls*                         | M.I.A.                                       | 4          | 2012  |
| Blow the Whistle*                  | Too Short                                    | 5          | 2006  |
| B.O.B                              | Outkast                                      | 5          | 2000  |
| Creep                              | TLC                                          | 1          | 1994  |
| Danger (Been So Long)              | Mystikal feat. Nivea                         | 2          | 2000  |
| Day 'n' Nite                       | Kid Cudi                                     | 1          | 2008  |
| Down                               | Jay Sean feat. Lil Wayne                     | 2          | 2009  |
| Drop It Like It's Hot              | Snoop Dogg feat. Pharrell Williams           | 3          | 2004  |
| Funkdafied                         | Da Brat                                      | 1          | 1994  |
| Got Your Money*                    | Ol' Dirty Bastard feat. Kelis                | 4          | 1999  |
| Hard                               | Rihanna feat. Young Jeezy                    | 4          | 2009  |
| Hip Hop Hooray                     | Naughty by Nature                            | 2          | 1993  |
| Hot in Herre                       | Nelly                                        | 2          | 2002  |
| If It Isn't Love                   | New Edition                                  | 3          | 1988  |
| Ignition (Remix)                   | R. Kelly                                     | 3          | 2003  |
| International Love                 | Pitbull feat. Chris Brown                    | 3          | 2011  |
| It Takes Two*                      | Rob Base feat. DJ E-Z Rock                   | 5          | 1988  |
| It's Tricky*                       | Run–D.M.C.                                   | 5          | 1987  |
| Lean Back                          | Terror Squad feat. Fat Joe and Remy Ma       | 3          | 2004  |
| Lollipop                           | Lil Wayne feat. Static Major                 | 4          | 2008  |
| Look at Me Now                     | Chris Brown feat. Busta Rhymes and Lil Wayne | 1          | 2011  |
| Me & U*                            | Cassie                                       | 3          | 2006  |
| Moment 4 Life                      | Nicki Minaj feat. Drake                      | 2          | 2010  |
| Over                               | Drake                                        | 2          | 2010  |
| Rapper's Delight*                  | The Sugarhill Gang                           | 3          | 1979  |
| Replay                             | Iyaz                                         | 1          | 2009  |
| Return of the Mack                 | Mark Morrison                                | 2          | 1996  |
| Run It!                            | Chris Brown feat. Juelz Santana              | 2          | 2005  |
| Say Aah                            | Trey Songz feat. Fabolous                    | 2          | 2010  |
| Sexy and I Know It (2014D)/(JWiiU) | LMFAO                                        | 2          | 2011  |
| She Wants to Move                  | N.E.R.D                                      | 4          | 2004  |
| So Good                            | B.o.B                                        | 3          | 2012  |
| Tipsy*                             | J-Kwon                                       | 3          | 2003  |
| Vivrant Thing                      | Q-Tip                                        | 4          | 1999  |
| Wild Ones                          | Flo Rida feat. Sia                           | 3          | 2011  |
| Work Hard, Play Hard               | Wiz Khalifa                                  | 4          | 2012  |
| You're a Jerk                      | New Boyz                                     | 4          | 2009  |

## Critiques
Le jeu reçut un accueil correct auprès de la presse spécialisée. Il est surtout dédié aux fans de Hip-Hop.